# 정재훈 (배우)

정재훈(1986년 10월 11일 ~ )은 대한민국의 배우이다.

## 데뷔
- 2008년 단편영화 '빈방'(정민규 감독)

## 학력
- 서울예술대학 영화과

## 출연작

### 드라마
- 2013년 《총리와 나》 (KBS2)
- 2013년 《가시꽃》(JTBC) - 상철 역
- 2013년 《특수사건 전담반 TEN 2》 (OCN) - 최동현 역
- 2012년 《사랑비》(KBS2)
- 2012년 《히어로》 (OCN) - 영훈 역
- 2011년 《무사 백동수》 (SBS)
- 2010년 《동이》 (MBC)
- 2010년 《아테나: 전쟁의 여신》 (SBS)

### 영화
- 2021* 메모리: 조작살인 단역 바닷가 경찰 역

- 2021* 금메달 각본/감독

2021 제2회 5.18 3분영화제 일반부 특별언급상
2021 제4회 전북가족영화제 일반부문 푸른희망상
- 2019* 눈부신 하루 각본/감독/주연

2019 제9회 충무로단편영화제 비경쟁부문 기획상
2019 제2회 전주단편영화제 경쟁부문
- 2018년* 붉은 가족* 각본/감독

2019 제2회 전북가족영화제 참사랑상
2018 전주단편영화제 경쟁부문
- 2018년* 한 겨울 밤의 꿈* 각본/감독

2020 제10회 충무로단편영화제 비경쟁부문 촬영상
2018 제2회 한국독립영화페스티벌 단편부문 상영
2018 제1회 전주단편영화제 경쟁부문
- 2017년*리멤버 주연 정우 역

제18회 전북독립영화제 살롱 데 르퓌제
2018 전주단편영화제 개막작
- 2015년 서부전선  남복소대원14 역
- 2015년 설해  상우직장막내 역
- 2014년 피 끓는 청춘  중길 반 역
- 2012년 비정한 도시  천준영 역
- 2011년 새빨강사이  주연
- 2011년 소녀K 태권도부 주장 역
- 2011년 태어나서미안해  서현의 남자 역
- 2010년 소화제의 맛  연태 역
- 2010년 완주에서만나다  지훈 역

제12회 전주국제영화제 로컬시네마 전주
- 2010년 포화 속으로 인민군 저격수 2 / 학도병 역
- 2008년 빈방  진호 역

제4회 대단한 단편영화제 배우 특별전[정인기]
제6회 서울국제사랑영화제 단편부문 C3TV상
2008년 KT디지털콘텐츠 공모전 장려상
- 2006년 위인전파 아들역
- 2006년 시체놀이  종국 역
- 2005년 안경을쓰세요 상현 역

### CF
- 화이트진로 참이슬 <족보 편>
- 토요타 <연비와파워>
- 레스모아<Miss A 편>
- 알바천국<조권 편>
- 좋은데이<축구 편>
- 삼성 SH100 바이럴 남자메인
- 이화여자대학교 홍보영상(2010) 소개팅 남